# 比隆·科卡拉尼斯
比隆·科卡拉尼斯（Byron Kokkalanis，1985年8月19日—），是一名希臘的帆船運動員，在2012年倫敦奧運會上獲得第六名，在2016年里約熱內盧奧運會上獲得第五名。

## 參賽紀錄
| 年份 | 賽事           | 主辦城市 | 名次  | 項目   |
| ---- | -------------- | -------- | ----- | ------ |
| 2012 | 奧林匹克運動會 | 倫敦     | 第6名 | 風浪板 |

## 外部連結
- ISAF Profile （页面存档备份，存于）
- 官方网站